# Sierra de Santa Cruz (Guatemala)
La sierra de Santa Cruz es una pequeña sierra en el este de Guatemala. Se ubica al norte del lago de Izabal, en el departamento de Izabal. La sierra tiene una orientación suroeste-noreste y recorre unos 55 km de longitud con 13 km de ancho.
Su punto más elevado se encuentra a unos 1100 m (15°40′52″N 89°19′37″O / 15.68122, -89.32692).